# Comuna Šmarješke Toplice
Šmarješke Toplice (Občina Šmarješke Toplice) este o comună din Slovenia, cu o populație de 3.061 de locuitori (30.06.2007).

## Localități
Bela Cerkev, Brezovica, Čelevec, Dol pri Šmarjeti, Dolenje Kronovo, Draga, Družinska vas, Gorenja vas pri Šmarjeti, Gradenje, Grič pri Klevevžu, Hrib, Koglo, Mala Strmica, Orešje, Radovlja, Sela pri Zburah, Sela, Strelac, Šmarješke Toplice, Šmarjeta, Vinica pri Šmarjeti, Vinji Vrh, Zbure, Žaloviče